# Only When I Breathe
Only When I Breathe är ett studioalbum av den svenske sångaren Peter Jöback, släppt den 20 september år 2000. På albumlistorna placerade sig albumet som högst på 28:e plats i Finland och första plats i Sverige.
Albumet var hans första med sång på engelska.

## Låtlista
1. Only When I Breathe - 3:51
2. Higher - 3:44
3. Because - 4:21
4. I - 4:23
5. Under My Skin - 3:46
6. The Man I Wanna Be - 4:25
7. Tonight - 3:47
8. Seeing Red - 3:59
9. Rain - 4:11
10. Sun - 3:19
11. Searching for Love - 4:22

## Listplaceringar
| Lista (2000-2001) | Topplacering |
| ----------------- | ------------ |
| Finland           | 28           |
| Sverige           | 1            |